# Вирцјарв
Вирцјарв (ест. Võrtsjärv) слатководно је језеро у јужном делу Естоније на територијама округа Виљандима, Тартума и Валгама. Са површином акваторије од 266 km² друго је по величини језеро у Естонији (одмах после језера Пејпси) и највећа језерска акваторија која се у целости налази унутар естонске територије.
Површина језера налази се на надморској висини од 33,7 метара, просчна дубина воде у језеру је 2,8 метара, максимално до 6 метара. Језеро се протеже у смеру север-југ у дужини 34,8 метара, док је максимална ширина у северном делу језера и износи до 14,8 километара. Језерска акваторија се постепено сужава идући ка југу.
У језеро Вирцјарв се улива неколико водотока, а највећи су реке Мали Емајиги и Ихне. Из језера отиче река Емајиги преко које је оно повезано са басеном реке Нарве, односно са Финским заливом Балтичког мора.